# Zastinka (Tovstoluh), Ternopil
Zastinka (în ucraineană Застінка) este un sat în comuna Tovstoluh din raionul Ternopil, regiunea Ternopil, Ucraina.

## Demografie
Componența lingvistică a localității Zastinka
     Ucraineană (100%)
Conform recensământului din 2001, toată populația localității Zastinka era vorbitoare de ucraineană (100%).